# Aonach Mòr
Ne doit pas être confondu avec Aonach Beag.
L'Aonach Mòr est une montagne du Royaume-Uni située en Écosse, dans les monts Grampians, à trois kilomètres à vol d'oiseau au nord-est du Ben Nevis.
La montagne a la particularité de présenter sur sa face nord-est un des rares névés permanents d'Écosse. Il se trouve dans la combe de Coire an Lochain, à une altitude d'environ 1 120 mètres.
Sur la face nord de la montagne se trouve une station de sports d'hiver comportant plusieurs remontées mécaniques dont une télécabine. Cette dernière peut être utilisée pour gravir la montagne puis gagner l'Aonach Beag situé au sud et relié à l'Aonach Mòr par une crête.

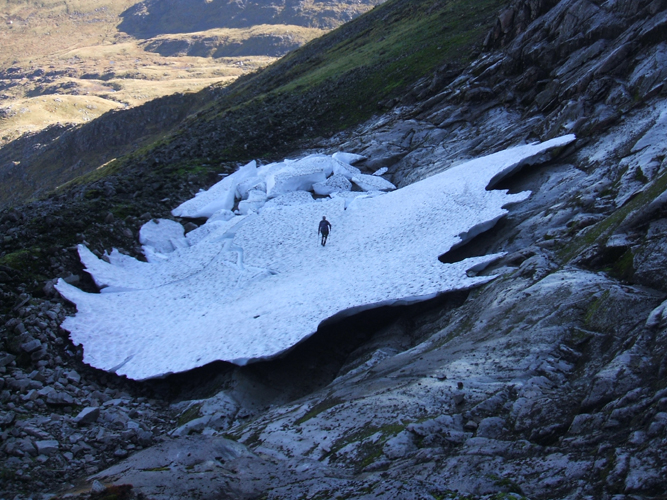
Vue du névé de l'Aonach Mòr dans la combe de Coire an Lochain.

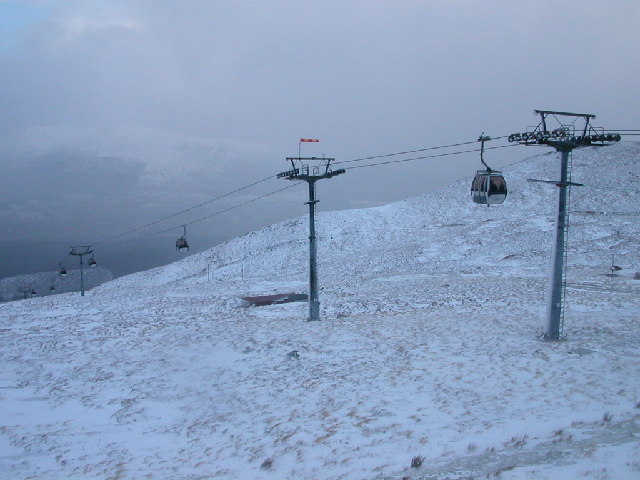
Vue de la télécabine en hiver.